# Ponte Nova
Ponte Nova est une ville brésilienne située dans l'État du Minas Gerais, à une centaine de kilomètres au sud-est de Belo Horizonte.
Elle compte à peu près 65 000 habitants. Son économie repose sur l'agriculture (viande, canne à sucre, fruits et légumes), une industrie limitée et des services.

## Maires
| Période | Période | Identité              | Étiquette | Qualité |
| ------- | ------- | --------------------- | --------- | ------- |
| 2009    | 2012    | Joãozinho de Carvalho | PTB       |         |